# Netelia gerlingi
Netelia gerlingi är en stekelart som först beskrevs av Carlos Schrottky 1902.  Netelia gerlingi ingår i släktet Netelia och familjen brokparasitsteklar. Inga underarter finns listade i Catalogue of Life.